# Jeep Commander
Le Jeep Commander est un véhicule tout terrain commercialisée par le constructeur automobile américain Jeep entre 2005 et 2010. Il est présenté au salon de l'automobile de New York de 2005.

## Présentation
C'est une variante du Jeep Grand Cherokee : il a un style beaucoup plus carré, avec un pare-brise en position verticale. Il s'inspire du Jeep Wagoneer. Le toit est renforcé pour les deuxième et troisième banquettes[pas clair], qui sont surélevés par rapport à la banquette avant. Il possède 1 toit ouvrant, et 2 non ouvrant appelé Command View.

## Motorisations
La première version de la Jeep Commander est équipé d'un moteur V6 de 4,7 litres avec une option Magnum ou d'un Hemi V8 de 5,7 litres. Il est également livré avec un pack de divertissement optionnel comportant un lecteur DVD, une télévision et une caméra de stationnement arrière[Où ?].
- 3.7 PowerTech V6 : 2005–2010
- 4.7 PowerTech V8 : 2005–2009
- 5.7 Hemi V8 : 2005–2010

En Europe et dans d'autres pays comme le Chili, l'Afrique du Sud et la Corée du Sud, il est équipé d'un moteur diesel V6 avec la technologie BlueTech développé par Daimler Chrysler.

## Production
Le Jeep Commander a été produit à Détroit pour l’Amérique du Nord et à Graz, en Autriche, par Magna-Steyr pour les autres marchés. 249 157 exemplaires ont été commercialisés.
| Année | États-Unis | Autriche |
| 2005  | 54 482     | 78       |
| 2006  | 80 290     | 10 395   |
| 2007  | 58 773     | 6 676    |
| 2008  | 19 263     | 2 463    |
| 2009  | 10 966     | 189      |
| 2010  | 5 582      | 0        |
| TOTAL | 229 356    | 19 801   |

## Ventes aux États-Unis
| Année | Ventes  | Diff.   |
| ----- | ------- | ------- |
| 2005  | 17 043  |         |
| 2006  | 88 497  | 419,3 % |
| 2007  | 63 027  | -28,8 % |
| 2008  | 27 694  | -56,1 % |
| 2009  | 12 655  | -54,3 % |
| 2010  | 8 115   | -35,9 % |
| 2011  | 105     | -98,7 % |
| Total | 217 136 |         |